# Helvetia (Pensilvania)
Helvetia es un área no incorporada ubicada en el condado de Clearfield en el estado estadounidense de Pensilvania. Helvetia se encuentra ubicada en el municipio de Brady.

## Geografía
Helvetia se encuentra ubicada en las coordenadas 41°02′52″N 78°46′26″O / 41.04778, -78.77389.